# جاك كاسيدي
جاك كاسيدي (بالإنجليزية: Jack Cassidy)‏ مواليد 05 مارس 1927 في كوينز، الولايات المتحدة - الوفاة 12 ديسمبر 1976 في ويست هوليوود، الولايات المتحدة، هو ممثل ومخرج أمريكي بدأ مسيرته الفنية سنة 1946. فاز بجائزة توني. امتدت مسيرته الفنية لأكثر من 30 عاما.

## الأعمال

### أفلام
- تقرير تشابمان

### مسلسلات
- غان سموك
- إيفرجلادز
- 77 سانست ستريب
- ذا لوسي شو
- بيويتشد
- الحب
- بونانزا
- ميشين إمبوسيبول
- هاواي فايف أو
- مفصل إصبعي

## روابط خارجية
- جاك كاسيدي على موقع IMDb (الإنجليزية)
- جاك كاسيدي على موقع روتن توميتوز (الإنجليزية)
- جاك كاسيدي على موقع ميوزك برينز (الإنجليزية)
- جاك كاسيدي على موقع أول موفي (الإنجليزية)
- جاك كاسيدي على موقع قاعدة بيانات برودواي على الإنترنت (الإنجليزية)
- جاك كاسيدي على موقع قاعدة بيانات برودواي على الإنترنت (الإنجليزية)
- جاك كاسيدي على موقع قاعدة بيانات الأفلام السويدية (السويدية)
- جاك كاسيدي على موقع إن إن دي بي (الإنجليزية)
- جاك كاسيدي على موقع أول ميوزيك (الإنجليزية)
- جاك كاسيدي على موقع ديسكوغز (الإنجليزية)